# بیکد آلاسکا
بیکد آلاسکا (انگلیسی: Baked Alaska)یک نوع دسر است که از بستنی و کیک، پوشانده شده با مرنگ تشکیل شده‌است.